# 慣性計測装置

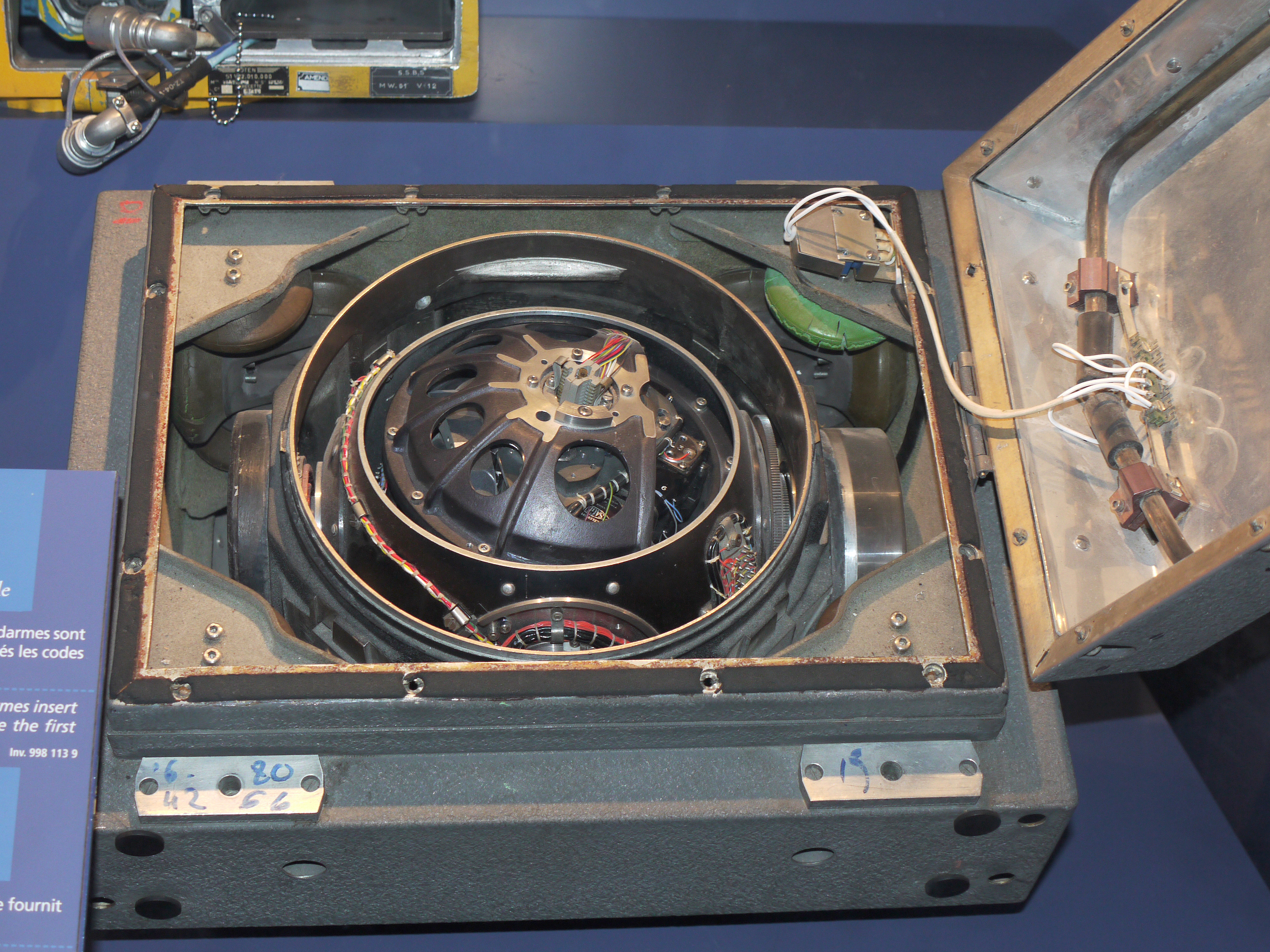
フランスのIRBMであるS3の慣性航法装置

慣性計測装置（かんせいけいそくそうち、英語: inertial measurement unit、略称：IMU）は、運動を司る3軸の角度（または角速度）と加速度を検出する装置である。INU（英: inertial navigation unit）、IGU（英: inertial guidance unit）、IRU（英: inertial reference unit）とも呼ばれる。
基本的には、3軸のジャイロと3方向の加速度計によって、3次元の角速度と加速度が求められる。信頼性向上のために圧力計、流量計、GPSなど別種類のセンサが搭載されることがある。通常は、搭載する移動体の重心に置く。
主にロボットや自動車など運動体の挙動を計測・制御する用途に使用される。慣性の積分による移動距離の算出に適した高精度かつ価格が高いものは潜水艦、航空機やミサイルなどの慣性航法装置（慣性誘導装置、INS）に用いられるが、逆に市販の慣性計測装置では正確さにおいては距離の算出に不十分である。自己姿勢や方位を出力し民間航空機の姿勢方位基準装置（AHRS）等として用いられる物はINSではなくIMUの一種であるか、またはINS内から一部の信号を利用している。価格による精度の犠牲が著しい。
以前は機械式のジャイロスコープが使用されていたが、近年ではレーザー式や光ファイバー式が使用される。